# Сол Рука
Каликс Хармони Хэмптон (англ. Calyx Harmony Hampton, род. 26 августа 1999, Онтэрио, Калифорния) — американская женщина-рестлер. В настоящее время она выступает в WWE на бренде NXT под именем Сол Ру́ка (англ. Sol Ruca).

## Ранняя жизнь
Дочь Пола и Сэнди, Хэмптон имеет одного брата, Коду. По отцу Хэмптон имеет афроамериканское происхождение. В 2017 году она окончила Западную христианскую среднюю школу в Апланде, Калифорния. В Орегонском университете она специализировалась на физиологии человека.

## Карьера в рестлинге
Рука была частью группы новобранцев, попавших в WWE Performance Center в марте 2022 года, и не имела опыта в рестлинге, а занималась акробатикой. Она дебютировала на ринге на домашнем шоу 24 июня в Джексонвилле, а 27 сентября 2022 года дебютировала на телевидении в эпизоде NXT, сразившись с Амари Миллер, который закончился победой Руки. 10 декабря 2022 года Рука получила виральную известность благодаря своему инновационному приёму Springboard Backflip Cutter, использованному в матче против Валентины Фероз на шоу WWE NXT Level Up. Рука позже признала свой опыт в акробатической гимнастике источником вдохновения для этого приёма. В апреле стало известно, что она разорвала переднюю крестообразную связку, что потребовало операции и длительного лечения.
9 февраля 2024 года Рука вернулась в WWE NXT на домашнем шоу. В следующем месяце Рука вернулась на ринг на NXT Roadblock, напав на Блэр Дэвенпорт во время её матча с Фэллон Хенли, и помогла Хенли победить.

## Титулы и достижения
- Pro Wrestling Illustrated
  - Новичок года (2023)[13]
- WWE
  - Севреамериканский чемпион NXT среди женщин (1 раз)
  - Чемпион WWE Speed среди женщин (1 раз)